# Bad Heart River
Bad Heart River är ett vattendrag i Kanada.   Det ligger i provinsen Alberta, i den centrala delen av landet, 3 200 km väster om huvudstaden Ottawa.
Trakten runt Bad Heart River består till största delen av jordbruksmark. Trakten runt Bad Heart River är nära nog obefolkad, med mindre än två invånare per kvadratkilometer.